# Costa Occidental de Cantàbria
Costa Occidental de Cantàbria és una comarca de Cantàbria. Té un caràcter urbà i és de tendència turística. Com el seu propi nom indica, aquesta comarca s'estén pel litoral de l'oest de la comunitat autònoma, des del límit amb Astúries, en la desembocadura del riu Deva, fins al municipi de Santillana del Mar; encara que aquests límits poden variar segons la font, ja que aquesta comarca, com la resta de les de Cantàbria, no està regulada però posseïx uns elements característics comuns a tots els municipis que la formen. Aquesta zona compta amb grans actius turístics com són la platja, naturalesa, gastronomia i cultura.
Dels municipis que la formen, són Santillana del Mar, Comillas i San Vicente de la Barquera els quals més renom tenen i, per tant, principals destinacions, tant en la comarca com en Cantàbria. En la comarca occidental desemboquen dos dels rius més llargs de Cantàbria: el Deva i el Nansa a més del riu Escudo. A més de les nombroses platges, podem trobar el Parc natural d'Oyambre i la Munanya Corona. Com s'ha comentat, destaca la cultura en la zona, ja que en uns pocs quilòmetres es concentren la Cova i Museu d'Altamira, el Zoòlogic i Jardí Botànic, la Col·legiata en Santillana del Mar. A Comillas es troba el Palau de Sobrellano, la Universitat Pontifícia de Comillas (que actualment es recupera per al Campus Comillas) i el Capritx de Gaudí. L'occident càntabre és una comarca principalment turística que, al contrari que l'orient, havia romàs a salvo de la construcció massiva a causa de la tardança en construcció de l'Autovia del Cantàbric, completada a del segle xxi.
La població total de la comarca arriba a la xifra de 20.192 habitants, segons dades de l'INE de l'any 2006 (veure taula). Segons les dades del mateix any, els seus tres nuclis més poblats, de maig a menor, són: San Vicente de la Barquera (4.491), Santillana del Mar (3.983) i Val de San Vicente (2.670). I els seus tres nuclis menys poblats, de menor a major, són: Ruiloba (762), Udías (843) i Valdáliga (2.414). A pesar que ja existeix una llei de comarcalització de Cantàbria, aquesta encara no ha estat desenvolupada per tant la comarca no té entitat real

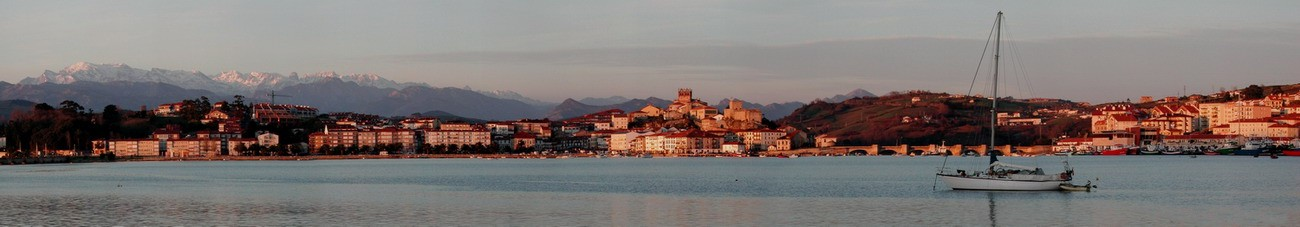
Panoràmica de San Vicente de la Barquera, al fons els Pics d'Europa.

## Municipis de la comarca
- Alfoz de Lloredo.

- Comillas.
- Ruiloba.
- San Vicente de la Barquera.
- Santillana del Mar.
- Udías.
- Val de San Vicente.
- Valdáliga.

## Destacat
- Cova d'Altamira.
- Cova d'El Soplao.
- Cova de la Fuente del Salín.
- Cova de La Meaza.
- Campus Comillas.
- Zoològic i Jardí Botànic de Santillana del Mar.
- Col·legiata de Santillana del Mar.

## Galeria d'imatges

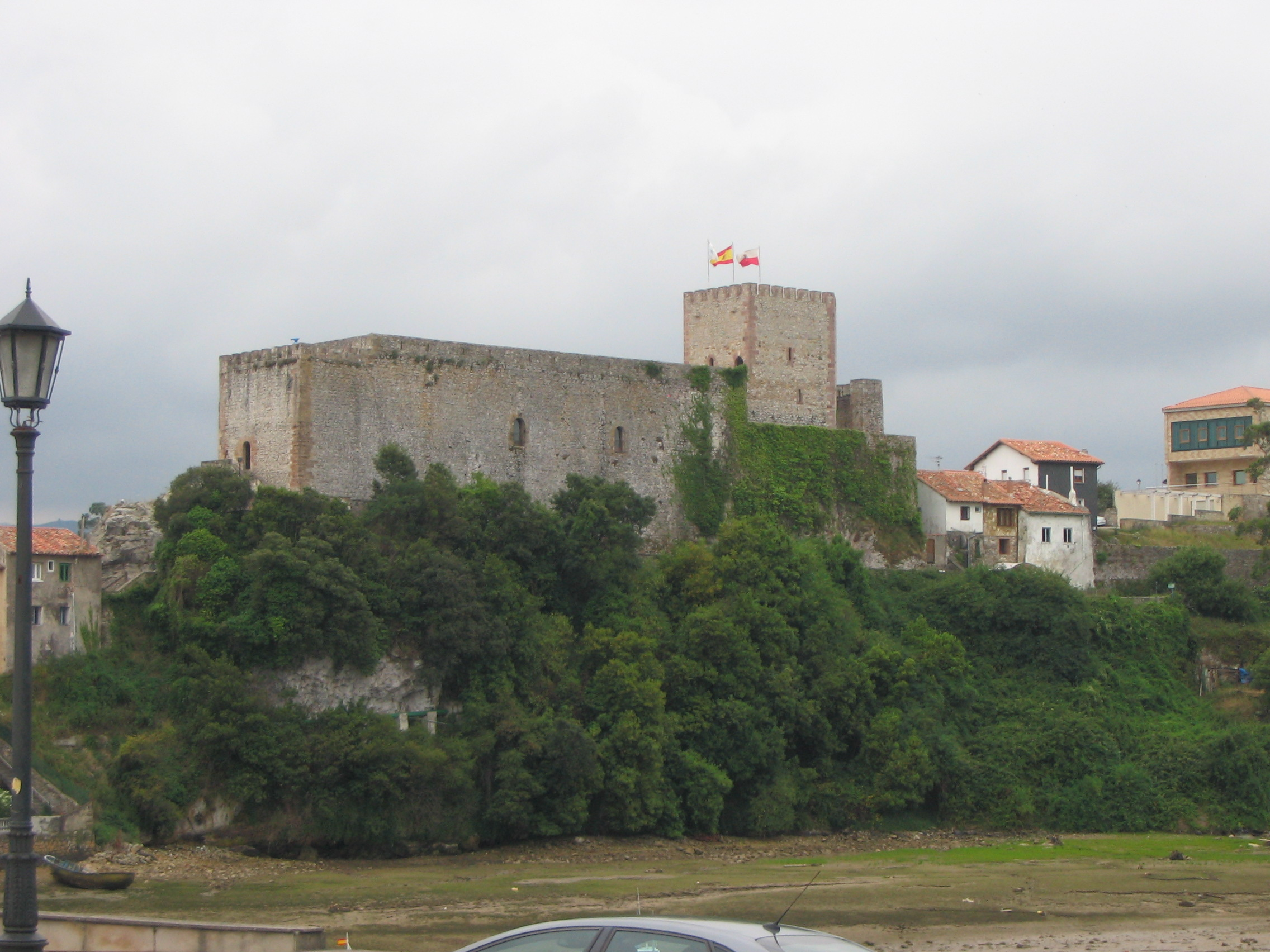
Castell del Duc d'Estrada a San Vicente de la Barquera.
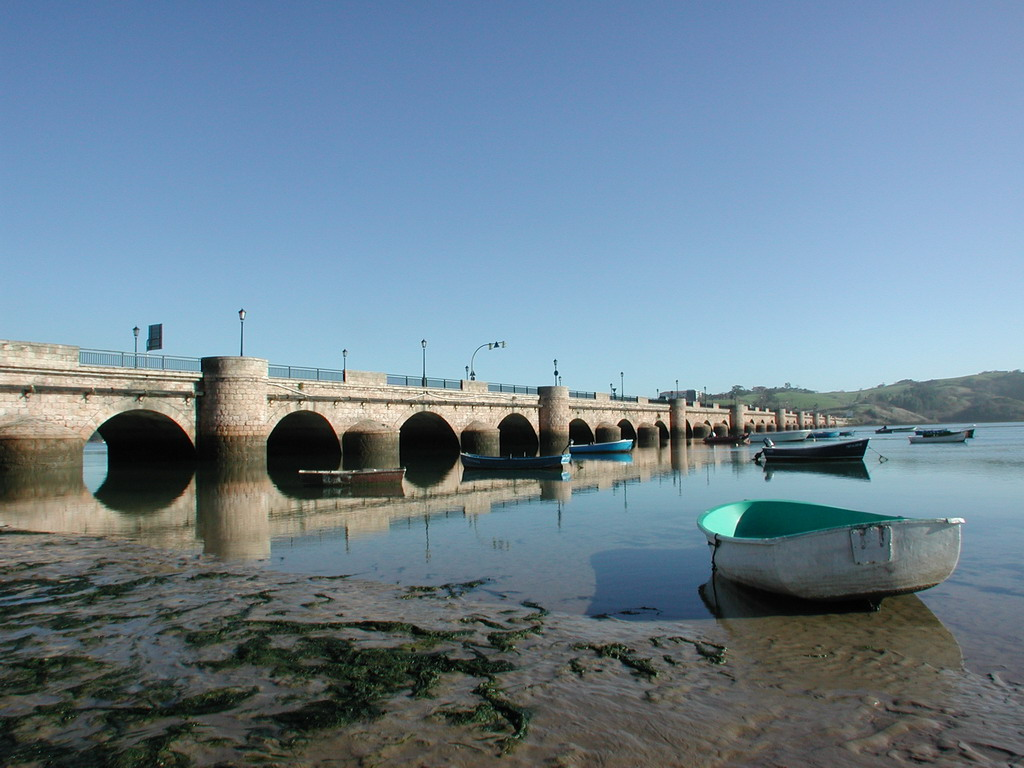
Pont de la Maza sobre la ria de San Vicente de la Barquera.
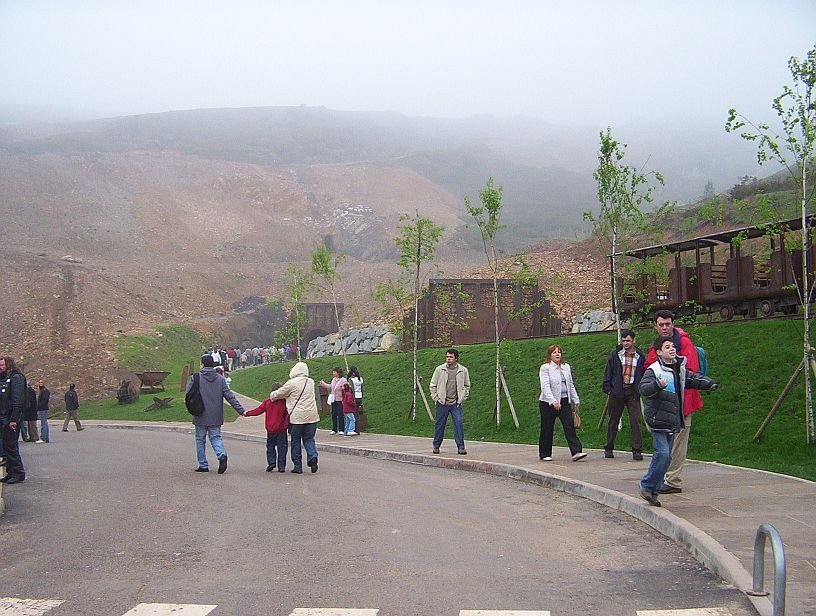
Accessos a la cova d'El Soplao a la Serralada d'Arnero, a 540 metres de altitud.
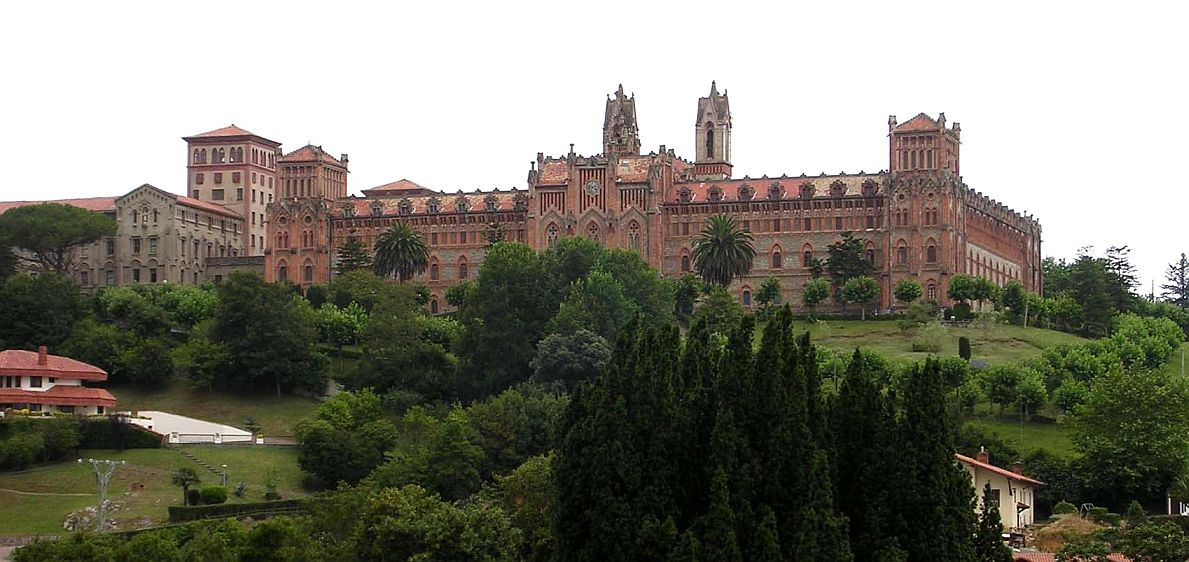
Edifici de la Universitat Pontifícia de Comillas, futura seu del Campus Comillas.
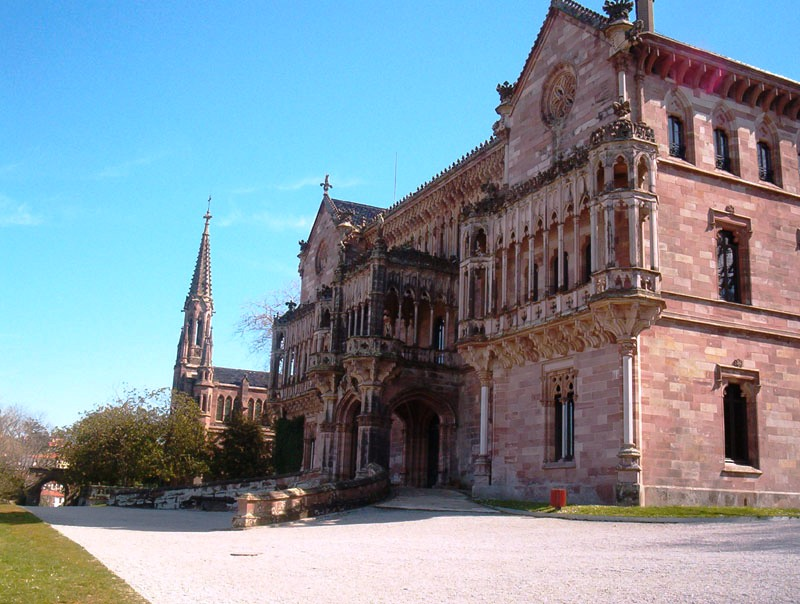
Palau de Sobrellano, seu provisional del Campus Comillas.
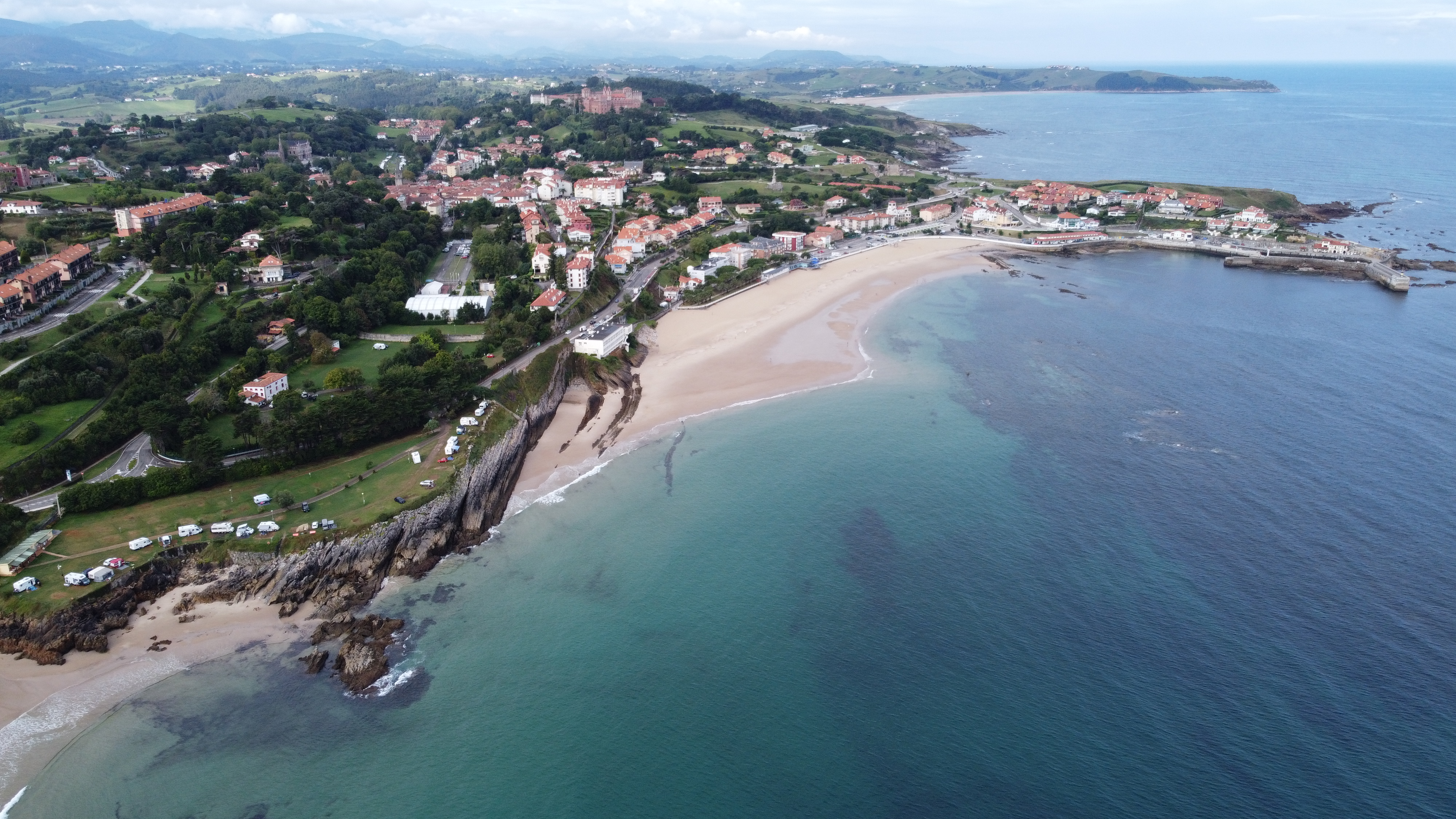
Platja de Comillas.
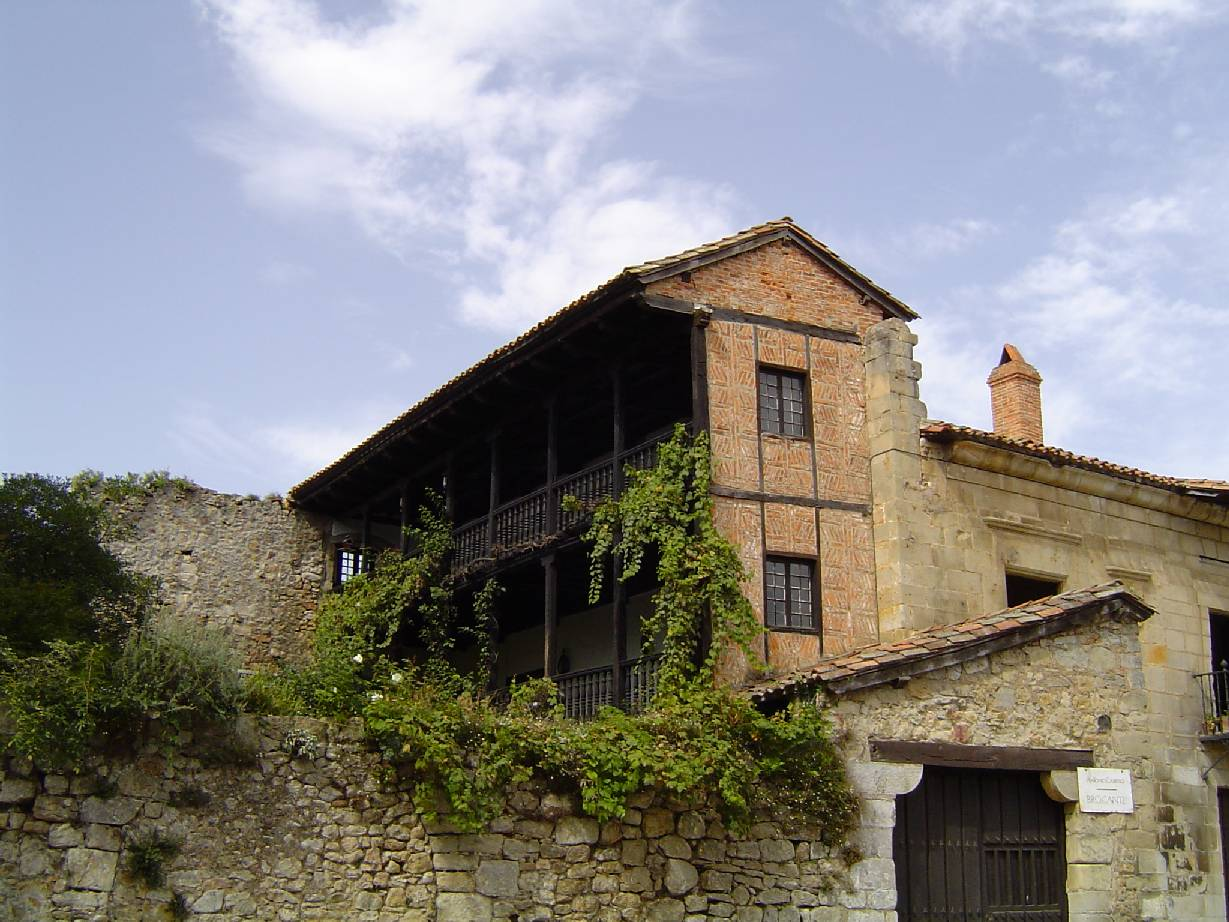
Arquitectura típica de Santillana del Mar.
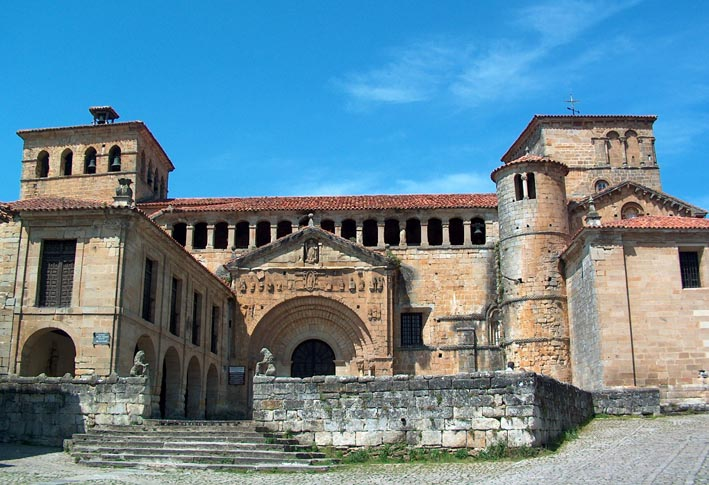
Vista general de la Col·legiata de Santillana del Mar.
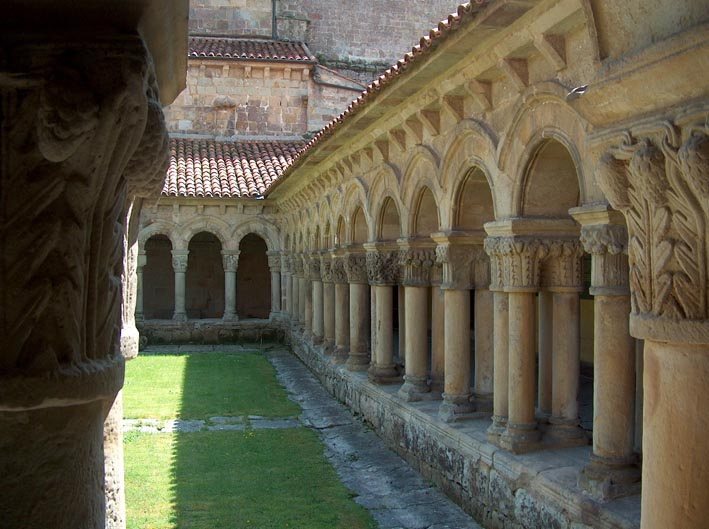
Claustre de la Col·legiata de Santillana del Mar.